# Dinah '63
Dinah '63 — студійний альбом американської співачки Дайни Вашингтон, випущений у 1963 році лейблом Roulette Records. Записаний у 1963 році.

## Список композицій
1. «I Wanna Be Around» (Джонні Мерсер, Седі Віммерстадт) — 3:42
2. «Make Someone Happy» (Бетті Комден, Адольф Грін, Джуль Стайн) — 3:15
3. «Rags to Riches» (Річард Адлер, Джеррі Росс) — 2:49
4. «Take Me in Your Arms» (Маркус Кафф, Мітчелл Періш, Фріц Роттер) — 2:19
5. «Drown in My Tears» (Генрі Гловер) — 2:39
6. «Why Was I Born?» (Джером Керр, Оскар Гаммерстайн) — 2:43
7. «I Left My Heart in San Francisco» (Джордж Корі, Дуглас Кросс) — 2:12
8. «The Show Must Go On» (Рой Альфред, Ел Фріш) — 2:49
9. «I'm Glad for Your Sake» (Джек Лоуренс, Пітер Тінтурін) — 2:53
10. «The Must Be a Way» (Семмі Галлоп) — 4:10
11. «What Kind of Fool Am I?» (Леслі Брікусс, Ентоні Ньюлі) — 2:08
12. «Bill» (Джером Керр, Оскар Гаммерстайн, П.Г. Вудхаус) — 2:58

## Учасники запису
- Діна Вашингтон — вокал
- Фред Норман — аранжувальник, диригент

Технічний персонал
- Генрі Гловер — продюсер
- Трістан Пауелл — інженерс звукозапису